# A Hard Day’s Night (Lied)
A Hard Day’s Night (englisch, sinngemäß für Eine Nacht nach einem schweren Tag) ist ein Lied der britischen Band The Beatles aus dem Jahr 1964. Es ist das Titellied des gleichnamigen Films, der in Deutschland unter dem Namen Yeah! Yeah! Yeah! gezeigt wurde. Geschrieben wurde das Lied im Wesentlichen von John Lennon, jedoch unter dem bei den Beatles üblichen Copyright Lennon/McCartney veröffentlicht.

## Hintergrund
Die Dreharbeiten für den ersten Spielfilm der Beatles hatten im März 1964 begonnen, ohne dass der Film einen Titel hatte. Dar Songtitel beruht zum Teil auf dem damals in London gezeigten Theaterstück Long Day’s Journey Into Night von Eugene O’Neill sowie auf einem Ausspruch von Ringo Starr, der Mitte April 1964 nach einem arbeitsreichen Drehtag bemerkte “It’s been a hard day” (vollständig und übersetzt: „Du liebe Güte, das war der Abend eines harten Tages“). Ringo Starr stellte in diesem Augenblick fest, dass es bereits Nacht war und verbesserte seinen Satz mit: “… night.” Die Phrase gefiel dem Regisseur Richard Lester, da sie die Stimmung des Films gut zusammenfasst. Die Beatles hatten nun die Aufgabe, ein Lied mit dem vorgegebenen Titel A Hard Day’s Night zu schreiben. Noch am selben Tag, dem 13. April 1964, komponierte Lennon das Lied und notierte den Text auf einer Glückwunschkarte, die heute im British Museum in London ausgestellt ist. Am darauffolgenden Tag spielte die Band das Lied dem Filmproduzenten Walter Shenson vor, der davon begeistert war. John Lennon sagte 1980 zum Titel: „Ein Ringoismus, in dem er es sagte, dass es nicht lustig sei, sagte er es einfach. Also sagte Dick Lester, dass wir diesen Titel verwenden sollten, und am nächsten Morgen brachte ich den Song mit. Denn es gab einen kleinen Wettbewerb zwischen Paul und mir, wer die A-Seite bekam, wer die Hit-Singles bekam.“

## Produktion
A Hard Day’s Night mit dem charakteristischen Anfangsakkord wurde am 16. April 1964 in den Abbey Road Studios in London aufgenommen. Produzent war George Martin, assistiert von Norman Smith. Insgesamt nahmen die Aufnahmen nur knapp drei Stunden in Anspruch, in denen die Beatles neun Takes des Liedes auf einem Vier-Spur-Tonbandgerät aufnahmen. Spur 1 enthält Gitarren, Bass und Schlagzeug, Spur 2 den Gesang von John Lennon und Paul McCartney. Die Spuren 3 und 4 wurden mit Bongos (gespielt von Norman Smith), akustischer Gitarre, Kuhglocke, Gesang, Sologitarre und Klavier gefüllt. John Lennon sang den Großteil des Liedes; den Mittelteil ab “When I’m home …” übernahm McCartney, da Lennon nicht so hoch singen konnte.
Die Abmischungen des Liedes erfolgten am 23. April 1964 in Mono für Großbritannien und eine weitere Monoabmischung für die USA erfolgte am 9. Juli. Die Abmischung für den US-Markt hat ein längeres Outro. Am 22. Juni 1964 erfolgte die Stereoabmischung.

## Veröffentlichungen
- A Hard Day’s Night erschien am 1. Juli 1964 in Deutschland und am 10. Juli 1964 in Großbritannien auf Single mit der B-Seite Things We Said Today; in den USA war die B-Seite I Should Have Known Better, dort wurde sie am 13. Juli veröffentlicht. Der gleichnamige Spielfilm war bereits vier Tage zuvor in Großbritannien angelaufen (in Deutschland am 23. Juli 1964). Die Single war in Großbritannien und den USA ein Nummer-eins-Hit, in Deutschland erreichte sie Platz 2. 1965 erhielten die Beatles für das Lied einen „Grammy Award for Best Performance by a Vocal Group“.
- In den USA wurde A Hard Day’s Night auf dem dortigen vierten Album A Hard Day’s Night am 26. Juni 1964 veröffentlicht. Am 9. Juli 1964 erschien in Deutschland das vierte Beatles-Album A Hard Day’s Night; hier hatte es den Titel: Yeah! Yeah! Yeah! A Hard Day’s Night, auf dem A Hard Day’s Night enthalten ist. In Großbritannien wurde das Album am 10. Juli 1964 veröffentlicht; dort war es das dritte Beatles-Album.
- In Deutschland erschien im September 1964 die EP The Beatles’ Songs, auf der sich A Hard Day’s Night befindet.
- In den darauffolgenden Jahren wurde A Hard Day’s Night für folgende Kompilationsalben der Beatles verwendet: A Collection of Beatles Oldies (1966), 1962–1966 (1973), 20 Greatest Hits (1982) und 1 (2000).
- Am 4. Mai 1977 erschien das Livealbum der Beatles The Beatles at the Hollywood Bowl; es enthält unter anderen A Hard Day’s Night.
- Für BBC Radio nahmen die Beatles unter Livebedingungen zwei weitere Fassungen von A Hard Day’s Night auf, von denen die Aufnahme vom 14. Juli 1964, im Studio S2, Broadcasting House (London), auf dem Album Live at the BBC am 28. November 1994 erschien.[5]
- Am 20. November 1995 erschien das Album Anthology 1, auf dem sich der Aufnahme-Take 1 befindet.
- Am 6. November 2015 wurde das Album 1 zum zweiten Mal wieder veröffentlicht. Dabei sind bei einigen Liedern, die von Giles Martin und Sam Okell neu abgemischt wurden, deutlich hörbare Unterschiede zu vernehmen; so ist der Gesang bei A Hard Day’s Night dominanter.[6][7]
- Am 10. November 2023 wurde das Kompilationsalbum 1962–1966 erneut wiederveröffentlicht. Auf diesem befindet sich A Hard Day’s Night in einer von Giles Martin und Sam Okell 2023 neu abgemischten Version.

## Kommerzieller Erfolg

### Chartplatzierungen
| ChartsChartplatzierungen       | Höchstplatzierung | Wochen/ Monate |
| ------------------------------ | ----------------- | -------------- |
| Deutschland (GfK)              | 2 (3 Mt.)         | 3 Mt.          |
| Vereinigte Staaten (Billboard) | 1 (13 Wo.)        | 13 Wo.         |
| Vereinigtes Königreich (OCC)   | 1 (16 Wo.)        | 16 Wo.         |

| ChartsJahrescharts (1964)      | Platzierung |
| ------------------------------ | ----------- |
| Deutschland (GfK)              | 26          |
| Vereinigte Staaten (Billboard) | 13          |

### Auszeichnungen für Musikverkäufe
| Land/Region                  | Auszeichnungen für Musikverkäufe (Land/Region, Auszeichnung, Verkäufe) | Verkäufe  |
| ---------------------------- | ---------------------------------------------------------------------- | --------- |
| Neuseeland (RMNZ)            | Gold                                                                   | 15.000    |
| Vereinigte Staaten (RIAA)    | Gold                                                                   | 1.000.000 |
| Vereinigtes Königreich (BPI) | Silber                                                                 | 1.000.000 |
| Insgesamt                    | 1× Silber · 2× Gold ·                                                  | 2.015.000 |

Hauptartikel: The Beatles/Auszeichnungen für Musikverkäufe

## Coverversionen
Es wurden bis 2022 über 350 Coverversionen von A Hard Day’s Night veröffentlicht.
Besonders erfolgreich war eine Parodie des Liedes von Peter Sellers. Der Film- und Fernsehkomiker rezitierte den Text von A Hard Day’s Night im Stil von Laurence Olivier in einem Shakespeare-Drama. Begleitet wurde es nicht von der Originalmusik, sondern von einer klassischen Untermalung. Es war der erfolgreichste Solohit von Sellers in den britischen Charts und erreichte im Dezember 1965 Platz 14. Produzent der Coverversion war ebenfalls George Martin.
Umgekehrt spielte im selben Jahr das Ramsey Lewis Trio die Melodie von A Hard Day’s Night instrumental ohne Text live ein. Diese Version kam ebenfalls in die Charts und erreichte Anfang 1966 in den USA Platz 29.